# روي نيفيس (لاعب كرة قدم)
روي نيفيس هو لاعب كرة قدم برتغالي في مركز حراسة المرمى، ولد في 15 ديسمبر 1997 في البرتغال. لعب مع نادي ديبورتيفو داس أيفيس.

## وصلات خارجية
- روي نيفيس (لاعب كرة قدم) على موقع قاعدة بيانات كرة القدم.إي يو (الإنجليزية)
- روي نيفيس (لاعب كرة قدم) على موقع Soccerway.com (الإنجليزية)